# 航空機の強取等の処罰に関する法律
航空機の強取等の処罰に関する法律（こうくうきのごうしゅとうのしょばつにかんするほうりつ、昭和45年法律第68号）は、ハイジャック行為の処罰に関する日本の法律で、刑法に対する特別法である。通称、ハイジャック防止法。
1970年（昭和45年）5月18日に公布された。

## 概説
暴行や脅迫により航空機をのっとったり、偽計又は威力により航空機の正常な運航を阻害する行為（ハイジャック）などを処罰する。特別刑法であり構成要件は刑法の強盗罪や業務妨害罪に極めて類似している。
よど号ハイジャック事件を機に制定された。憲法の遡及処罰禁止規定（39条前段）により、この法律はよど号事件の犯人には適用されず、略取及び国外移送罪や強盗致傷罪に問われることになる。初適用事件は全日空アカシア便ハイジャック事件である。

## 処罰される行為
- 航空機強取等罪（1条） - 暴行、脅迫、またはその他の方法により人を抵抗不能の状態に陥れて、航行中の航空機を強取または運航を支配した場合（本来の飛行計画と異なる目的地へ向かう、またはその飛行計画にない経由地を経て本来の目的地へと目指すように要求した場合）。無期または7年以上の拘禁刑に処される。未遂も処罰される。
- 航空機強取等致死罪（2条） - 航空機強取等を行い、人を死亡させた場合。死刑または無期拘禁刑に処される。航空機強取等罪の結果的加重犯。
- 航空機強取等予備罪（3条） - 航空機強取等罪を行う目的で、予備行為をした場合（ハイジャックのために武器類を購入し、準備した場合）。3年以下の拘禁刑に処される。実行着手前に自首した場合は、刑が減ぜられることがある。
- 航空機運航阻害罪（4条） - 偽計または威力により、航行中の航空機の針路を変更させるなど航空機の正常な運航を阻害した場合。1年以上10年以下の拘禁刑に処される。業務妨害罪の特別規定。